# Памятник жертвам смоленской авиакатастрофы (Повонзки)
Памятник жертвам смоленской авиакатастрофы (пол.  Pomnik ofiar katastrofy smoleńskiej) — памятник, находящийся на варшавском воинском кладбище Повонзки (Польша). Памятник посвящён жертвам авиакатастрофы в Смоленске.

## История
Памятник спроектировал польский скульптор Марек Модерау. Архитектурный конкурс по сооружению памятника был проведён Бюро архитектуры и планирования Варшавы, которое оценило проектные работы четырёх скульпторов Антонины Высоцкой-Ёньчак, Марека Модерау, Дариуша Ковальского и Анджея Солыги. В конкурсе победила работа Марека Модерау. Конкурсную работу Марека Модерау консультировал польский историк Анджей Кшиштоф Кунерт из Совета охраны памяти борьбы и мученичества.
Строительство памятника началось в августе 2010 года и было завершено в конце октября 2010 года. Инвестиционные затраты составили около 2 миллионов злотых.
10 ноября 2010 года состоялось торжественное открытие памятника, на котором присутствовали президент Польши Бронислав Коморовский со своей супругой, премьер-министр Дональд Туск, варшавский архиепископ Казимеж Ныч, польские официальные лица и члены семей погибших. Во время официального открытия отсутствовал Ярослав Качиньский, который в это же время возлагал цветы перед Президентским дворцом. Ярослав Качиньский возложил цветы перед памятником позднее официальной церемонии. Факт отсутствия Ярослава Качиньского на официальном открытии памятника привлекло внимание польских и мировых средств массовой информации.

## Описание
Памятник располагается в так называемой Смоленской части кладбища. Основным элементом памятника являются два больших железобетонных прямоугольных параллелепипеда размером 12 м x 4 м x 1 м, облицованных белым камнем. Плиты сделаны из докембрийского гнейса, привезённых из Индии. Обе плиты расположены напротив друг друга под углом, что символично изображает расколотый в авиакатастрофе самолёт. На месте символичного раскола одной из плит расположен список всех погибших в авиакатастрофе и на другой находится надпись на польском языке: «PAMIĘCI 96 OFIAR KATASTROFY LOTNICZEJ POD SMOLEŃSKIEM 10 KWIETNIA 2010 ODDALI ŻYCIE W SŁUŻBIE OJCZYZNY W DRODZE NA OBCHODY 70 ROCZNICY ZBRODNI KATYŃSKIEJ» ("Памяти 96 жертв авиакатастрофы под Смоленском 10 апреля 2010 года отдали жизнь в служении Родине в пути на церемонию в память 70-летней годовщины катынского преступления").
Неотъемлемой частью памятника являются могилы 28 военнослужащих, погибших во время авиакатастрофы. На одном из блоков находится табличка с изображением чёрного креста, охватывающая замурованную урну с прахом похороненных 20 апреля 2010 года (11 лиц были кремированы).

## Критика
Проект памятника вызвал критику со стороны родственников погибших, которые отрицательно оценивали эстетический аспект памятника. Некоторые заявили, что памятник построен для власти, а не для памяти погибших в авиакатастрофе. Отсутствие религиозных и патриотических символов вызвало у части польского общества негативную реакцию.